# Patinatge de velocitat als Jocs Olímpics d'hivern de 1968
Als Jocs Olímpics d'Hivern de 1968 celebrats a la ciutat de Grenoble (França) es disputaren vuit proves de patinatge de velocitat sobre gel, quatre en categoria masculina i quatre més en categoria femenina. Les proves femenines es realitzaren entre els dies 9 de febrer i 12 de febrer i les masculines entre els dies 14 i 17 de febrer de 1968 a l'Anneau de Vitesse de la ciutat de Grenoble.
Hi participaren un total de 129 patinadors, entre ells 86 homes i 43 dones, de 19 comitès nacionals diferents.

## Resum de medalles

### Categoria masculina
| Prova             | Or               | Argent           | Bronze        |
| 500 m. detalls    | Erhard Keller    | Terry McDermott  | No es concedí |
| 500 m. detalls    | Erhard Keller    | Magne Thomassen  | No es concedí |
| 1.500 m. detalls  | Kees Verkerk     | Ivar Eriksen     | No es concedí |
| 1.500 m. detalls  | Kees Verkerk     | Ard Schenk       | No es concedí |
| 5.000 m. detalls  | Fred Anton Maier | Kees Verkerk     | Peter Nottet  |
| 10.000 m. detalls | Johnny Höglin    | Fred Anton Maier | Örjan Sandler |

### Categoria femenina
| Prova            | Or              | Argent          | Bronze        |
| 500 m. detalls   | Liudmila Titova | Jenny Fish      | No es concedí |
| 500 m. detalls   | Liudmila Titova | Dianne Holum    | No es concedí |
| 500 m. detalls   | Liudmila Titova | Mary Meyers     | No es concedí |
| 1.000 m. detalls | Carry Geijssen  | Liudmila Titova | Dianne Holum  |
| 1.500 m. detalls | Kaija Mustonen  | Carry Geijssen  | Stien Kaiser  |
| 3.000 m. detalls | Ans Schut       | Kaija Mustonen  | Stien Kaiser  |

## Medaller
| Posició | País           | Or | Argent | Bronze | Total |
| 1       | Països Baixos  | 3  | 3      | 3      | 9     |
| 2       | Noruega        | 1  | 3      | 0      | 4     |
| 3       | Finlàndia      | 1  | 1      | 0      | 2     |
| 3       | Unió Soviètica | 1  | 1      | 0      | 2     |
| 5       | Suècia         | 1  | 0      | 1      | 2     |
| 6       | RFA            | 1  | 0      | 0      | 1     |
| 7       | Estats Units   | 0  | 4      | 1      | 5     |
|         |                |    |        |        |       |
| Total   | Total          | 8  | 12     | 5      | 25    |